# Pitcairnia prolifera
Espèce
Classification phylogénétique
Statut de conservation UICN

 VU B1ab(iii) : Vulnérable
Pitcairnia prolifera est une espèce de plante de la famille des Bromeliaceae, endémique d'Équateur.